# Sugammadex
Sugammadex (nome comercia: Bridion) é um agente de reversão do bloqueio neuromuscular produzido pelo brometo de rocurônio ou pelo brometo de vecurônio utilizados na anestesia geral.
Ele foi descoberto no Centro de Pesquisas de Newhouse, Escócia. Inicialmente foi comercializado pela farmacêutica Organon, que foi adquirida pela multinacional farmacêutica Schering-Plough, em 2007, a qual por sua vez agora faz parte da Merck, tal que o Sugammadex é comercializado pela Merck.
Em 3 de Janeiro de 2008 a Schering-Plough submeteu o fármaco à Food and Drug Admnistration dos Estados unidos - o que foi rejeitado em Agosto de 2008. Na Comunidade Europeia o seu uso foi aprovado em 29 de Julho de 2008.
Sugammadex é uma gama-ciclodextrina com um núcleo lipofílico revestido por uma camada hidrofílica periférica. Esta gama-ciclodextrina foi modificada do seu estado natural com o adição oito grupos tio-éter carboxílicos nos carbonos seis da glicopiranose. Estas extensões criaram uma cavidade que permite a encapsulação da molécula de Rocurônio.
Depois de passados os estudos (fase 3 e 4) foi aprovado para uso clínico. É o primeiro  SRBA (Selective Relaxant Binding Agents), ou seja, agentes seletivos de ação relaxante

## Mecanismo de ação
Sugammadex é uma versão modificada da γ-ciclodextrina, com um núcleo lipofílico e um hidrofílico na periferia. . Esta ciclodextrina foi modificada a partir do seu estado natural, colocando oito grupos carboxilicos tio éter no sexto carbono. Estas extensões alargaram a cavidade da molécula permitindo maior encapsulamento do rocurônio. Estas uniões são das mais fortes existentes entre ciclodextrinas e moléculas visitantes. A molécula de Rocurônio (um esteróide modificado) ligada ao interior lipofílico do Sugammadex fica assim impossibilitada de se unir ao receptor de acetil-colina na junção neuromuscular. A maior vantagem do Sugammadex é a reversão do bloqueio neuromuscular sem a inibição concomitante da acetil- colinesterase  - de forma que assim não ocorre a instabilidade autonômica produzida por anticolinesterásicos como a Neostigmina, e agentes antimuscarínicos como a atropina não necessitam de ser administrados - resultando em maior estabilidade hemodinâmica e autonômica comparativamente aos agentes tradicionais de reversão.
Na necessidade de um  relaxante muscular de início rápido e  de curta duração de ação, previamente só havia o Suxametónio disponível no arsenal terapêutico - uma alternativa não ideal. Como o Rocurônio em altas doses tem um rápido início de ação e é reversível, com o Sugammadex foi encontrada uma alternativa potencial interessante.
Recurarização, um fenômeno de recorrência do bloqueio neuromuscular pode ocorrer quando os agentes de reversão são metabolisados antes do mesmo acontecer com os relaxantes - é uma situação bastante rara, exceto com os relaxantes de duração de ação mais longa, como a Gallamina, Pancurônio e Tubocurarina. Com o Sugammadex ocorre raramente e só quando são administradas doses insuficientes. O mecanismo está relacionado com a redistribuição do relaxante, após a reversão: a dose de Sugammadex é suficiente para formar complexos de inclusão no compartimento central do anel macrocíclico da ciclodextrina, mas insuficiente para acomodar o relaxante adicional que vem de compartimentos periféricos para o central.
O Sugammadex também tem afinidade por outros relaxantes musculares aminoesteróides, como o Vecurônio e o Pancurônio. Apesar da afinidade do Sugammadex com o Vecurônio ser menor que com o Rocurônio a reversão com o Vecurônio é eficiente porque existem menos moléculas de Vecurônio in vivo para um bloqueio equivalente. O Vecurônio é sete vezes mais potente que o rocurônio e, por isso, necessita de menos moléculas para provocar bloqueio. O bloqueio com Pancurônio foi revertido com sucesso em estudos clínicos de fase III.
Puhringer et al, num estudo publicado em 2008, demonstrou a capacidade de reversão rápida e dose-dependente do Sugammadex do bloqueio muscular provocado por uma dose elevada de rocurônio no contexto de Intubação de Sequência Rápida

## Tolerabilidade
O Sugammadex foi bem tolerado em ensaios clínicos, quer em doentes ou em indivíduos saudáveis.
Em análises cruzadas o perfil de tolerabilidade foi, em geral, similar ao do placebo ou ao da associação neostigmina- Glicopirrolato.

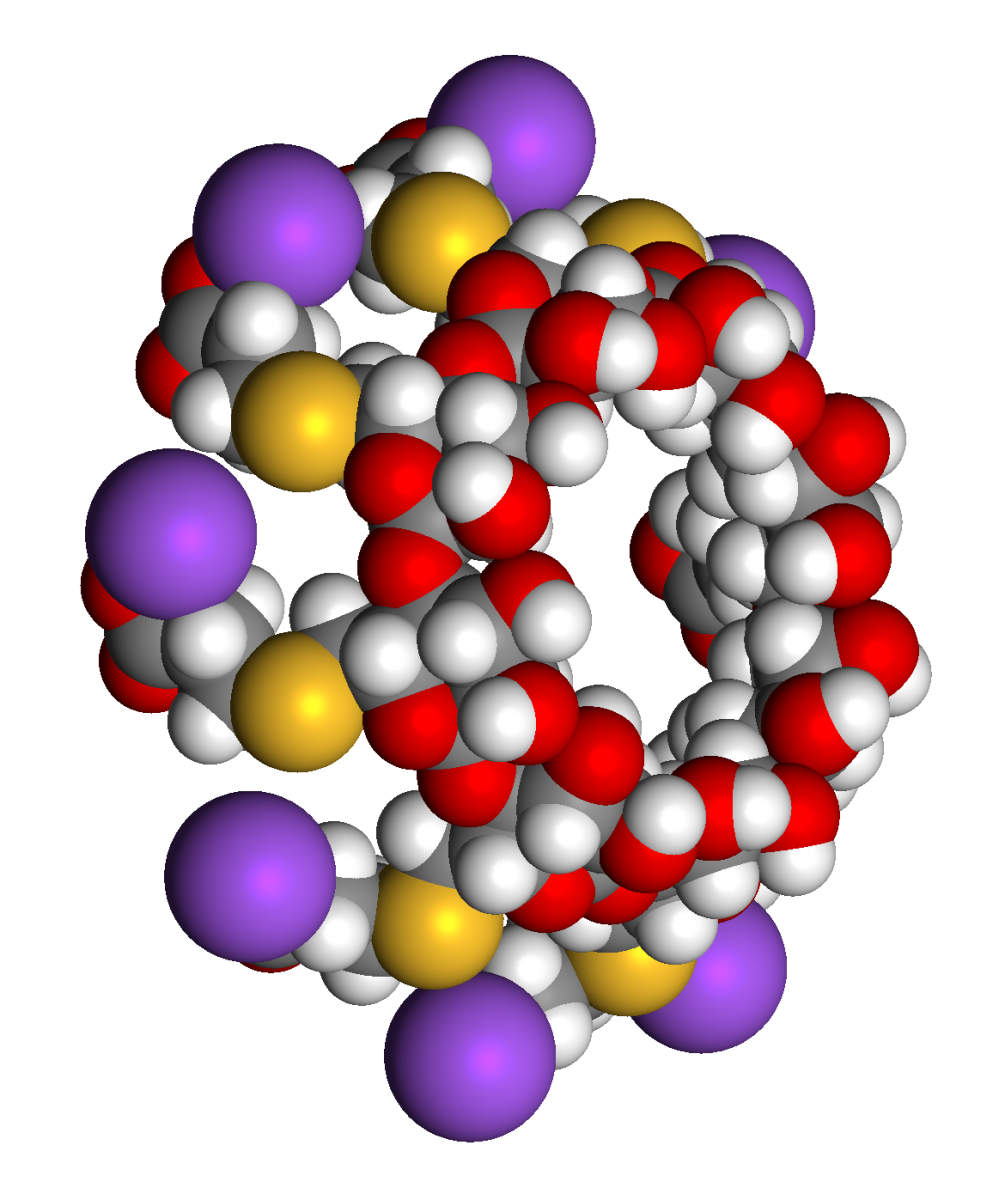

## Posologia
O Sugammadex deve se administrado apenas por ou sob a supervisão de um anestesista. Recomenda-se o uso de monitorização neuromuscular apropriada para avaliar a recuperação do bloqueio neuromuscular, que, no caso se administração de fármacos que podem causar deslocamento do Sugammadex, se pode estender até 6 horas. A dose de Sugammadex recomendada depende do nível de bloqueio neuromuscular, não do esquema anestésico. O Sugammadex pode ser usado para reversão de diferentes níveis de bloqueio neuromuscular induzidos pelo rocurônio ou pelo Vecurônio.

### Adultos
Reversão de rotina:  É recomendada uma dose de 4 mg/kg de Sugammadex se a recuperação atingiu, pelo menos, 1-2 contagens pós-tetânicas (PTC) após o bloqueio neuromuscular induzido pelo rocurônio ou pelo Vecurônio.  O tempo médio para a recuperação da relação T4/T1 para 0,9 é de, aproximadamente, 3 minutos.
Uma dose de 2 mg/kg é recomendada se a recuperação espontânea ocorreu, pelo menos, ao reaparecimento de T2 após o bloqueio neuromuscular induzidos pelo rocurónio ou pelo Vecurônio. O tempo médio para a recuperação da relação T4/T1 para 0,9 é de, aproximadamente, 2 minutos.
Usando as doses recomendadas na reversão de rotina o tempo de reversão do bloqueio neuromuscular do Rocurônio será ligeiramente mais rápido que o do Vecurônio
Reversão imediata após o bloqueio induzido pelo Rocurônio: Se existe a necessidade clínica de reversão imediata após administração de Rocurônio é recomendada uma dose de 16 mg/kg de sugammadex. Após administração de um bólus de 1.2mgKg de Rocurônio, o tempo médio para a recuperação da relação T4/T1 para 0,9 é de, aproximadamente,1,5  minutos. Não há dados que permitam recomendar o Sugammadex na reversão imediata após administração de vecurônio.
Re-administração de Sugammadex: Na situação excepcional de recorrência do bloqueio neuromuscular pós-operatório após uma dose inicial de 2 ou 4 mg/kg de Sugammadex é recomendado repetir uma dose de 4 mg/kg de Sugammadex. Após a segunda dose de Sugammadex o paciente deve ser rigorosamente monitorado para assegurar a recuperação sustentada da função neuromuscular.
Re-administração de Rocurônio ou Vecurônio após sugamadex: deve ser observado um tempo de espera de 24 horas.

### Compromisso renal
No compromisso renal ligeiro a moderado (cl. creatinina>30 ml /h e < 80 ml/h) as doses recomendadas são as mesmas dos adultos saudáveis
Não é recomendada a utilização de Sugammadex nos doentes com comprometimento renal grave (cl creatinina < 30 ml / ou em diálise)

### Idosos
Embora os tempos de recuperação em idosos tendam a ser ligeiramente mais prolongados, devem ser usadas as doses recomendadas para os adultos

### Obesidade
Em doentes obesos a dose de Sugammadex deverá ter como base o peso corporal atual. Devem ser usadas as doses recomendadas para os adultos.

### Compromisso hepático
No comprometimento hepático leve a moderado não são necessários ajustes na dose, já que o Sugamadex é eliminado principalmente por via renal.
Não foram realizados ainda estudos suficientes em pacientes com comprometimento hepático grave, tal que o sugammadex deve ser usado com bastante precaução nestes pacientes.

### População pediàtrica
Os dados para a polulação pediátrica ainda são limitados.

#### Crianças e adolescentes
Na reversão de rotina do bloqueio induzido pelo Rocurônio é recomendada a dose de 2 mg/kg de sugammadex. A reversão imediata em crianças e adolescentes ainda não foi devidamente estudada, pelo que não é recomendada.

#### Recém-nascidos de termo e lactentes
É limitada a experiência do Sugammadex nos lactentes (s 30 dias a 2 anos), e nos recém nascidos de termo (menos de 30 dias) não foram realizados estudos. Não se recomenda o uso de Sugammadex nestes doentes.

### Modo de administração
O sugammadex deve ser administrado endovenosamente em bólus único, rapidamente (10 segundos)

## Contra-indicações
Hipersensibilidade à substância ativa ou a qualquer dos excipientes.

## Advertências e precauções especiais de utilização

### Monitorização respiratória durante a recuperação
É obrigatório manter o doente sob ventilação assistida até que recupere uma respiração eficaz.
Se houver recorrência de bloqueio muscular deve ser fornecido suporte ventilatório adequado.

### Recorrência de bloqueio neuromuscular
Em ensaios clínicos foi referida a recorrência do bloqueio neuromuscular quando foram administradas, principalmente, doses insuficientes de Sugammadex. Devem ser usadas as doses recomendadas para prevenção deste efeito indesejável.

### Efeito na Hemostáse
Doses de 4 mg /kg e 16 mg /kg resultaram num prolongamento máximo do aPTTde 17 a 22% e do PT (INR) de 11 a 22%. Estas alterações foram de curta duração (< 30 min). Com base nos dados clínicos não houve efeito clinicamente relevante do Sugammadex isolado ou em associação com anticoagulantes na incidência de complicações hemorrágicas peri ou pós-operatórias.
Em experiências in vitro foi observada uma interacção farmacodinâmica (prolongamento do aPTT e PT) com antagonistas da vit K, heparina não fracionada, heparinas de baixa massa molecular, rivaroxabano, e dagitgatrano. Em pacientes que recebem profilaxia pré-operatória de rotina com anticoagulantes esta interação farmacodinâmica não é clinicamente relevante. Devem ser tomadas precauções em doentes hipocuagulados por co-morbilidade. Em doentes com déficits hereditários de fatores de coagulação dependentes da vitamina K, coagulopatia preexistente, que tomam derivados cumarínicos e com um INR acima de 3.5, que tomam anticoagulantes e que recebem uma dose de Sugammadex de 16 mg/kg, o anestesista deve decidir o risco-benefício da utilização de Sugammadex. Recomenda-se sempre uma monitoração  atentada hemostase e dos parâmetros da coagulação.

### Compromisso renal
O uso de Sugammadex não é recomendado em doentes com compromisso renal grave, incluindo dialisados.

### Interacções devidas ao prolongamento do efeito do Rocurónio ou vecurónio
Quando são administrados no período pós-operatório fármacos que podem potenciar o bloqueio neuromuscular do rocurônio ou do Vecurônio é necessária atenção à possibilidade de recurarização - deve observar-se o folheto informativo do tocurônio ou do Vecurônio para verificar os fármacos específicos que potenciam a ação destes relaxantes musculares. Se existir recurarização pode ser necessário ventilar o paciente e readministrar o Sugammadex.

### Interacções potenciais
Interações por captura: O Sugammadex pode diminuir as concentrações plasmáticas de certos fármacos, p. ex, anticontraceptivos hormonais. Devem tomar-se medidas de correção apropriadas.
Interações por deslocamento: a administração de certos fármacos após Sugammadex pode eventualmente provocar deslocamento do rocurônio ou o vecurônio do Sugammadex, com recurarização.
O fármaco causador deveser interrompido, os pacientecuidadosamente monitoridos até 6 horas após administração do Sugammadex.  O Toremifeno e o ácido Fusídico podem causar este fenômeno.